# أركان الإسماعيلية السبعة
لدى الشيعة الإسماعيليون (النزاريون والدروز والمستعليون) أركان للدين أكثر مما يذكره أهل السنة. يعتبرون أن الشهادة ليست من الأركان لكنها الأساس الذي يبنى عليه كل الأركان.

## الأركان الإسماعيلية
1. الولاية والذي يدل على حب والإخلاص لله، والأنبياء، والكتاب المقدس، والأئمة والدعاة «المبشرين». في العقيدة الإسماعيلية، الله واحد وهو الرغبة الحقيقية لكل روح، خالق كل شيء. وهو يعين الدعاة المؤمنين الذي يرشدون إلى الطريق الصحيح. يسمي الدروز هذا الركن بالتسليم أي «الخضوع». راجع مقالة الأعمدة السبعة والولاية .
2. الطهارة : تركز الإسماعيلية بشكل خاص على النقاء وكل الممارسات المتعلقة بها. ويعتبر النزاريون أن هذا الأمر مقصور على فئة معينة جدا وتطبيقه هو على نقاء العقل والروح والعمل. ويطبق المستعلية الأمر على الممارسات الشعائرية المتعلقة بالصلاة والنظافة.
3. الصلاة: على عكس المسلمين السنة والشيعة الإثني عشرية، فإن النزارية الإسماعيلية تترك الأمر للإمام الحالي لتعيين أسلوب وشكل الصلاة، ولهذا السبب تسمى الصلاة عندهم الدعاء ويصلون ثلاثة مرات في اليوم. مقال إعلامي عن العلاقة الباطنية بين صلاح ودعاء. ترتبط هذه المرات الثلاثة بالثلاث مرات المذكورة في القرآن: عند شروق الشمس، وقبل غروب الشمس، وبعد غروب الشمس. في المقابل، يحتفظ المستعليون بخمس صلوات وأسلوبهم يرتبط ارتباطًا وثيقًا عمومًا بأسلوب الإثني عشرية. الدروز يعتقدون أن معنى الصلاة هو «صدق اللسان» أي النطق بالحقيقة«ولا يؤمنون بالصلوات الخمس. يحضرون في بعض الأحيان الصلوات، والتي هي ممارسة» للمبتدئين الذين يسمونهم الجهال وتتم من أجل التقية.
4. الزكاة : باستثناء الدروز، لدى كل المذاهب الإسماعيلي ممارسات تشبه زكاة المسلمين السنة والإثني عشريين مع إضافة العطاء الشيعي المعروف بـالخمس: آي دفع ثمن المال الغير منفق في نهاية السنة إلى الإمام. يتبرع الإسماعيليون بمن 10٪ إلى 12.5٪ من صافي دخلهم الشهري (بعد الضرائب، الضروريات المعيشية الأساسية وسداد الديون) للإمام.  –  ينفق هذا المبلغ، الذي يشمل الزكاة والخمس، وعلى رفاهية البشرية بما في ذلك: جامعة الآغا خان، والخدمات أغا خان  الصحيةومتحف الآغا خان. تدير هذه المؤسسات شبكة الآغا خان للتنمية، التي تعد واحدة من أكبر شبكات الرعاية الاجتماعية في العالم. تنتشر المنظمة الإسماعيلية في أكثر من 25 دولة ولديها شبكة من المؤسسات المالية والتجارية والإنمائية التي تنفق فيما بينها أكثر من 550 مليون يورو على الأنشطة الاجتماعية والثقافية وحدها.[2] وهكذا، يعتقد الإسماعيليون أنه نظرًا لتخصيص محمد لأخذ الزكاة من المؤمنين في الماضي، أصبح من واجب الآن دفعها للإمام أو من يمثله.
5. الصوم: يؤمن النزاريون والمستعليون بالمعنى المجازي والحرفي للصيام. المعنى الحرفي هو أنه يجب على المرء أن يصوم كالتزام، كما هو الحال خلال شهر رمضان والمعنى المجازي هو أنه في بلوغ الحقيقة الإلهية ويجب أن يسعى إلى تجنب الأنشطة الدنيوية التي قد تنتقص من هذا الهدف. على وجه الخصوص. يعتقد الإسماعيليون أن المعنى الحقيقي والباطني للصيام هو تجنب الأعمال الشيطانية والقيام بالأعمال الصالحة. عدم تناول الطعام خلال شهر رمضان بالتزامن مع التنفيذ المجازي للصيام. يؤكد الدروز التأكيد على المعنى الباطني للصوم، الذي «ترك عبادات الأوثان» وهو ترك كل ما يبعد الإنسان عن العبادة لالله.
6. الحج: بالنسبة للإسماعيليين، فإن زيارة الإمام أو ممثله هي واحدة من أهم الحجات. يوجد حجّان : الحج الظاهري والحج الباطيني - الأول هو زيارة مكة، والثاني هي الذهاب إلى حضرة الإمام. يحافظ المستعليون على ممارسة الذهاب إلى مكة. يفسر الدروز هذا مجازًا تمامًا على أنهم «يفرون من الشياطين والظالمين» ونادراً ما يذهبون إلى مكة.[3]
7. الجهاد: تعريف الجهاد مثير للجدل لأنه له معنيان: «الجهاد الأكبر» و «الجهاد الأصغر»، والذي يعني المواجهة الأخيرة مع أعداء الإيمان. النزاريون مسالمون ويفسرون «خصوم» الإيمان على أنهم رذائل شخصية واجتماعية (مثل الغضب والتعصب وما إلى ذلك) وأولئك الأفراد الذين يضرون بسلام الإيمان ويتجنبون الاستفزاز ويستخدمون القوة كملاذ أخير فقط وللدفاع عن النفس. يمتلك الدروز تاريخًا طويلًا من المشاركة العسكرية والسياسية، لكنهم لا يشيرون إلى هذا الركن إلا باسم «الرضا» آي محاربة ما يزيل التواصل مع الوجود الإلهي، وهو معنى مشابه لمعنى النزارية. بالإضافة إلى ذلك، فإن العقلاء الدروز، أي «الحكماء» الكادر الديني للدروز، هم دعاة سلام.

## أركان الدروز
ترتيب الأركان حسب فهم الدروز هو كما يلي: 
1. التسليم بحب والإخلاص لله، وللأنبياء، وللإمام (الحاكم) والدعاة «المبشرين».
2. الشهادتين. لم يذكر الدروز "علي" أبدًا، على عكس معظم الإسماعيليين، لأنهم يعتقدون أن الحاكم يحل محل سلطته.
3. صدق اللسان «بالحقيقة الناطقة عن الله»: يؤمن الدروز بأن معنى الصلاة هو مجانبة الله ولا يؤمنون بالصلوات الخمسة يومية الا للجهال (أي عامة الدروز الذين لم يتلقوا الدروس الدينية.
4. حفظ الإخوان: وهي ممارسة ترابطية معقدة ثقافياً بديلة عن دفع رسوم محددة لإمام أو لمنظمة دينية (مثل الزكاة)
5. ترك عبادة الأوثان معناها الباطني عند الدروز والتي يسمونها الصوم وهي محاولة الابتعاد عن أي عمل أو فكر تؤدي لتناقص الشراكة مع الله المعبود.
6. الحج: يفسر الدروز هذا مجازًا بمعنى على أنهم «الفرار بعيدا من الشياطين والظالمين» ونادراً ما يذهبون إلى مكة. [3]
7. الرضا: للدروز تاريخ طويل من المشاركة العسكرية والسياسية لكنهم لا يشيرون إلى هذا الركن إلا على أنه الكفاح (الجهاد) لمحاربة ما يبعدك عن سهولة الوجود الإلهي.